# Rip Van Winkle
Rip Van Winkle – opowiadanie Washingtona Irvinga napisane w 1819 roku. Tytułowy bohater, uśpiony przez duchy w górach Catskill (stan Nowy Jork) w czasach kolonialnych, budzi się po 20 latach w niepodległych Stanach Zjednoczonych. 
Na język polski zostało przełożone przez Wacławę Komarnicką i znalazło się w wydanym przez „Naszą Księgarnię” w 1966 roku zbiorze Rip Van Winkle i inne opowiadania z ilustracjami Jana Marcina Szancera (II wyd. 1971; III wyd. 1992, wydawnictwo „Votum”, z ilustracjami Artura Lewandowskiego). 

## Ekranizacje
Opowiadanie było wielokrotnie ekranizowane. Jako pierwsza w 1896 r. powstała seria ośmiu kilkudziesięciosekundowych scenek, z których w 1903 r. zmontowano trwający cztery minuty film. Kolejnych ekranizacji pod niezmienionym tytułem dokonano w latach: 1912, 1914, 1921, 1958 i 1978 (film animowany).

## Nawiązania
Na cześć opowiadania i/lub jego tytułowego bohatera nazwano:
- Rip Van Winkle Bridge(inne języki) – most łączący miasta Catskill i Hudson w stanie Nowy Jork[6].
- Old Rip Van Winkle(inne języki) – marka burbonu z Kentucky[7].
- Rip Van Winkle – utwór muzyczny autorstwa doo wopowego zespołu The Devotions(inne języki)[8].
- Rip Van Winkle – utwór muzyczny (uwertura koncertowa) z 1879 roku autorstwa George'a Whitefielda Chadwicka[9].
- Rip Van Winkle – postać z powieści Ciemność w południe Arthura Koestlera[10].

John Marston, jeden z bohaterów gry Red Dead Redemption 2, w jednej z misji przedstawia się Miltonowi, agentowi z Agencji Pinkertona, jako Rip Van Winkle. 